# Bang Bua Thong (huyện)
Bang Bua Thong (tiếng Thái: บางบัวทอง, phát âm [bāːŋ būa̯ tʰɔ̄ːŋ]) là một huyện (amphoe) của tỉnh Nonthaburi, miền trung Thái Lan.

## Địa lý
Các huyện giáp ranh (từ phía bắc theo chiều kim đồng hồ) là: Lat Lum Kaeo (tỉnh Pathum Thani), Pak Kret, Mueang Nonthaburi, Sai Noi và Bang Yai.

## Hành chính
Huyện này được chia thành 8 phó huyện (tambon), các đơn vị này lại được chia ra thành 82 làng (muban). Bang Bua Thong có năm thị trấn (thesaban mueang), nằm trên một phần của the tambon Bang Bua Thong, Bang Rak Yai, Phimon Rat và Bang Rak Phatthana. Có 7 Tổ chức hành chính tambon.
| STT | Tên                | Tên tiếng Thái | Số làng | Dân số |
| --- | ------------------ | -------------- | ------- | ------ |
| 1.  | Sano Loi           | โสนลอย         | 06      | 09.694 |
| 2.  | Bang Bua Thong     | บางบัวทอง       | 14      | 60.461 |
| 3.  | Bang Rak Yai       | บางรักใหญ่       | 11      | 09.050 |
| 4.  | Bang Khu Rat       | บางคูรัด         | 10      | 39.305 |
| 5.  | Lahan              | ละหาร          | 09      | 22.438 |
| 6.  | Lam Pho            | ลำโพ           | 08      | 10.604 |
| 7.  | Phimon Rat         | พิมลราช         | 08      | 49.808 |
| 8.  | Bang Rak Phatthana | บางรักพัฒนา      | 15      | 71.872 |